# Bruno Basto

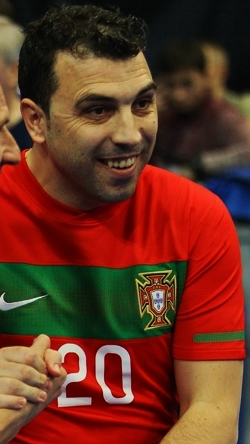
Bruno Basto

Bruno Miguel Leite Basto (Lissabon, 21 mei 1978) is een Portugese voormalig profvoetballer die als verdediger speelde.
Tot en met het seizoen 2005/2006 speelde Basto bij Feyenoord, maar in dat laatste seizoen kwam hij niet meer aan spelen toe. Op 24 januari 2006 werd bekend dat hij Feyenoord zou verlaten. Feyenoord nam hem in 2004 over van Girondins de Bordeaux, waar hij vier jaar heeft gespeeld. Daarvoor speelde hij bij Alverca FC en SL Benfica in zijn geboorteland. Van Feyenoord vertrok hij voor een half jaar naar AS Saint-Étienne, waarna hij terugkeerde naar Portugal om voor CD Nacional te spelen. In 2008 speelde hij voor Sjinnik Jaroslavl in Rusland. Na anderhalf jaar zonder club gezeten te hebben, beëindigde hij zijn loopbaan medio 2010.
Hij was Portugees jeugdinternational.

## Statistieken
| seizoen    | club                  | land      | competitie        | wed. | goals |  |
| ---------- | --------------------- | --------- | ----------------- | ---- | ----- |  |
| 1996/97    | Alverca FC            | Portugal  | II. Divisão Honra | 12   | 0     |  |
| 1997/98    | Alverca FC            | Portugal  | II. Divisão Honra | 25   | 1     |  |
| 1997/98    | SL Benfica            | Portugal  | SuperLiga         | 3    | 0     |  |
| 1998/99    | SL Benfica            | Portugal  | SuperLiga         | 18   | 1     |  |
| 1999/00    | SL Benfica            | Portugal  | SuperLiga         | 27   | 0     |  |
| 2000/01    | Girondins de Bordeaux | Frankrijk | Ligue 1           | 19   | 0     |  |
| 2001/02    | Girondins de Bordeaux | Frankrijk | Ligue 1           | 30   | 0     |  |
| 2002/03    | Girondins de Bordeaux | Frankrijk | Ligue 1           | 32   | 0     |  |
| 2003/04    | Girondins de Bordeaux | Frankrijk | Ligue 1           | 32   | 0     |  |
| 2004/05    | Girondins de Bordeaux | Frankrijk | Ligue 1           | 1    | 0     |  |
| 2004/05    | Feyenoord             | Nederland | Eredivisie        | 18   | 1     |  |
| 2005/06    | Feyenoord             | Nederland | Eredivisie        | 0    | 0     |  |
| 2005/06    | AS Saint-Étienne      | Frankrijk | Ligue 1           | 8    | 0     |  |
| 2006/07    | CD Nacional           | Portugal  | SuperLiga         | 8    | 0     |  |
| 2007/08    | CD Nacional           | Portugal  | SuperLiga         | 3    | 0     |  |
| 2007/08    | Sjinnik Jaroslavl     | Rusland   | Premjer-Liga      | 14   | 0     |  |
| Bijgewerkt | 2-12-2008             |           |                   |      |       |  |